# Cypripedium yatabeanum
Espèce
Statut de conservation UICN

 NT  : Quasi menacé
Statut CITES
Cypripedium yatabeanum est une espèce de plantes à fleurs de la famille des Orchidaceae (les orchidées) et du genre Cypripedium originaire d'Alaska, de l'Extrême-Orient russe et du Nord du Japon.